# Giacomo Jaquerio

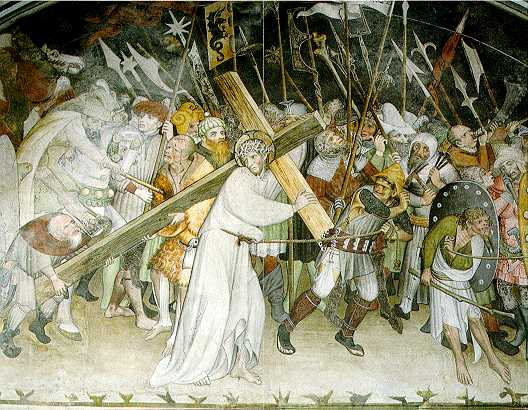
Salita al Calvario, abbazia di Sant'Antonio di Ranverso (1430 circa)

Giacomo Jaquerio (Torino, 1375 circa – Torino, 1453) è stato un pittore italiano, maggior rappresentante della pittura tardo gotica in Piemonte: fu attivo a Torino, a Ginevra, ed in varie località della Savoia.

## Vita e produzione artistica
Mentre un numero relativamente vasto di documenti ci consente di ricostruire la vita di Jaquerio, minori certezze vi sono riguardo al catalogo delle sue opere.

### Formazione e prime opere
Nato da una famiglia con una lunga tradizione nella pratica della pittura, la prima parte della sua vita si svolse attraverso continui spostamenti tra Torino, Ginevra, Thonon-les-Bains ed altre località d'oltralpe, lavorando per ampia parte del suo tempo al servizio di Amedeo VIII di Savoia e ricevendo commesse da istituzioni religiose e da importanti casate nobiliari. Dal 1429 in poi abitò stabilmente a Torino.
Per i principi di Acaja eseguì opere a fresco nel loro castello di Torino (l'attuale "Palazzo Madama") di cui nulla però è rimasto.

### Al servizio di Amedeo VIII
Rimanendo al servizio di Amedeo VIII di Savoia, Giacomo ebbe modo di conoscere importanti esponenti del gotico d'oltralpe: il pittore e miniatore Jean Bapteur di Friburgo, lo scultore Jean Prindale ed altri. Si trovò inoltre a collaborare con il veneziano Gregorio Bono, figura di primo piano nel panorama del gotico internazionale (della cui opera si hanno oggi solo incerte testimonianze).
Della vasta produzione del pittore torinese solo pochissime opere sono documentate attraverso gli archivi, come i frammenti di affreschi strappati con figure di Angeli musicanti (1410-1415 circa) provenienti dalla cappella dei Maccabei addossata alla cattedrale di Ginevra e che sono ora conservati nel Musée d'art et d'histoire di Ginevra.

### Gli affreschi di Ranverso

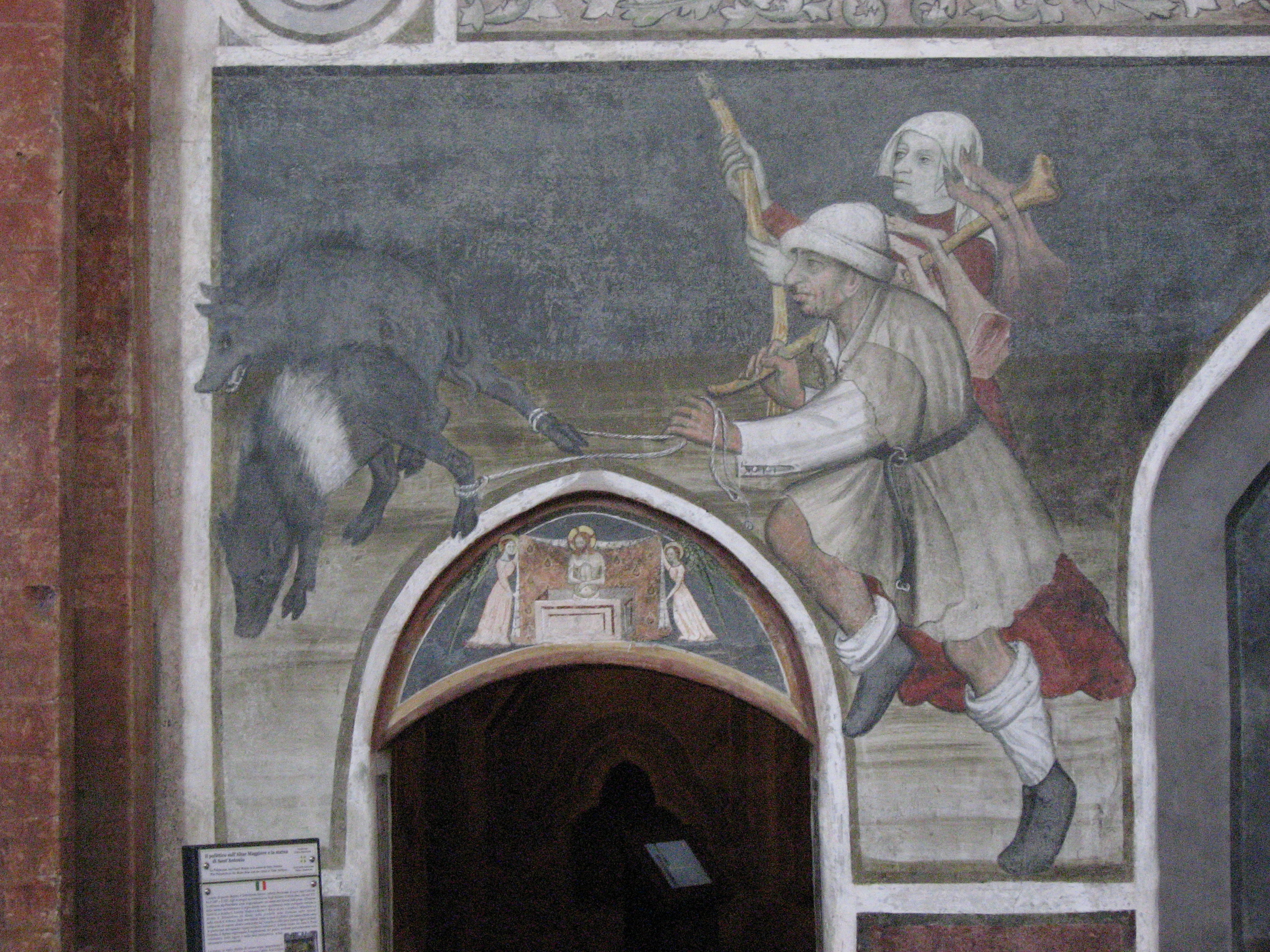
Brano di vita contadina, Abbazia di Sant'Antonio di Ranverso

Preziosa è stata la scoperta nel 1914, nel corso di lavori di restauro, di un'iscrizione autografa di Jaquerio 
in margine ad un affresco della Madonna in trono presso la precettoria di Sant'Antonio in Ranverso. La decorazione pittorica della chiesa abbaziale, realizzata da Jacquerio a partire dal 1410 circa, costituisce la principale e meglio documentata testimonianza superstite della lunga carriera dell'artista piemontese. Nel presbiterio della chiesa, in problematico stato di conservazione, troviamo affrescate, sulla parete di sinistra, oltre alla citata Madonna in trono, figure di sei Profeti ed altre figure di Santi e Sante mentre sulla parete di destra troviamo il ciclo della Vita di Sant'Antonio Abate, alla cui base sono posti un Cristo in Pietà tra i simboli della Passione e brani di vita contadina, squisiti per il notevole realismo.
In miglior stato di conservazione sono gli affreschi dell'ex-sacrestia che costituiscono il gioiello artistico dell'Abbazia; sulle pareti: Annunciazione, i Santi Pietro e Paolo, l'Orazione nell'Orto, la Salita al Calvario e, sulle vele della volta, i Quattro Evangelisti).
La Salita al Calvario, capolavoro di Jaquerio, è caratterizzata da toni marcatamente realistici di crudeltà e di dolore, che ne fanno un brano pittorico di grande tensione drammatica. Al centro la figura dolente del Cristo portacroce circondata dalla massa dei volti grotteschi e stralunati dei carnefici.

### Altre opere
Oltre agli affreschi di Ranverso sono unanimemente attribuiti a Jaquerio due tavolette con Storie di San Pietro conservate al Museo civico d'arte antica di Torino, datate intorno al 1410 circa, che facevano parte di un polittico verosimilmente realizzato per l'abbazia di Novalesa.
Alla bottega di Jacquerio sono attribuiti gli affreschi nel Castello di Fénis in Valle d'Aosta.

## Miniatura
Della produzione di Jaquerio dovettero anche far parte, come abbastanza usuale nelle botteghe pittoriche di quell'epoca, lavori di miniatura. Alla sua mano è pressoché unanimemente attribuita una Crocefissione a piena pagina (1420 circa) nel messale del vescovo Oger Moriset conservato nel Museo del tesoro della cattedrale di Aosta.

## Valutazioni critica
Nel catalogo della mostra su Giacomo Jaquerio ed il Gotico internazionale tenutasi a Torino nel 1979 Enrico Castelnuovo osserva:
(E. Castelnuovo, G. Romano, Giacomo Jaquerio e il gotico internazionale, Torino 1979)
La notevole influenza di Jaquerio sulla pittura tardo gotica in Piemonte è rintracciabile nelle opere di Guglielmetto Fantini da Chieri ed in quelle degli anonimi autori degli affreschi della chiesa di San Pietro a Pianezza e della Storie della Vergine nella parrocchiale di Roletto.
La considerazione della lunga carriera pittorica di Jaquerio, aveva indotto la critica a troppo disinvolte attribuzioni in suo favore. Tra le opere che, in seguito, gli sono state tolte vanno menzionati i bellissimi affreschi della sala baronale del Castello della Manta (Saluzzo), attribuite per ora all'incognito Maestro del Castello della Manta. Gli affreschi della cappella e del cortile (con la bella serie di Saggi Antichi nella galleria dietro la balaustra) del castello di Fénis (Aosta) sono oggi ritenute opere di bottega.

## Opere
Opere autografe o di attribuzione sufficientemente condivisa
- Affreschi del presbiterio e della sacrestia della chiesa abbaziale di Sant'Antonio in Ranverso, ca. 1410, Buttigliera Alta
  - Tra questi lunetta con la Salita al Calvario
- La vocazione di san Pietro, La liberazione di san Pietro dal carcere, Tempera su tavola, 1405 -1410, ca., Museo civico d'arte antica, Torino (pannelli verosimilmente provenienti da una pala dedicata a San Pietro nella Abbazia di Novalesa)
- Affreschi staccati raffiguranti  Angeli Musicanti, 1410 - 1415 ca., Musée d'Art e d'Histoire, Ginevra (provenienti dalla cappella dei Maccabei a Ginevra)
- Crocefissione (1420 ca.), miniatura a piena pagina nel messale del vescovo Oger Moriset conservato nel Museo del tesoro della cattedrale di Aosta
- Affreschi del presbiterio della Pieve di San Pietro a Pianezza eseguiti con aiuti, tra cui un valido pittore convenzionalmente chiamato Maestro di San Pietro a Pianezza)[6]

Opere considerate di bottega
- Frammenti di affreschi di scuola jaqueriana nella cappella Tabussi nel Duomo di Chieri
- Affreschi del chiostro dell'abbazia di Abondance (Alta Savoia)[7]
- Affreschi del cortile e della cappella del Castello di Fénis in Valle d'Aosta

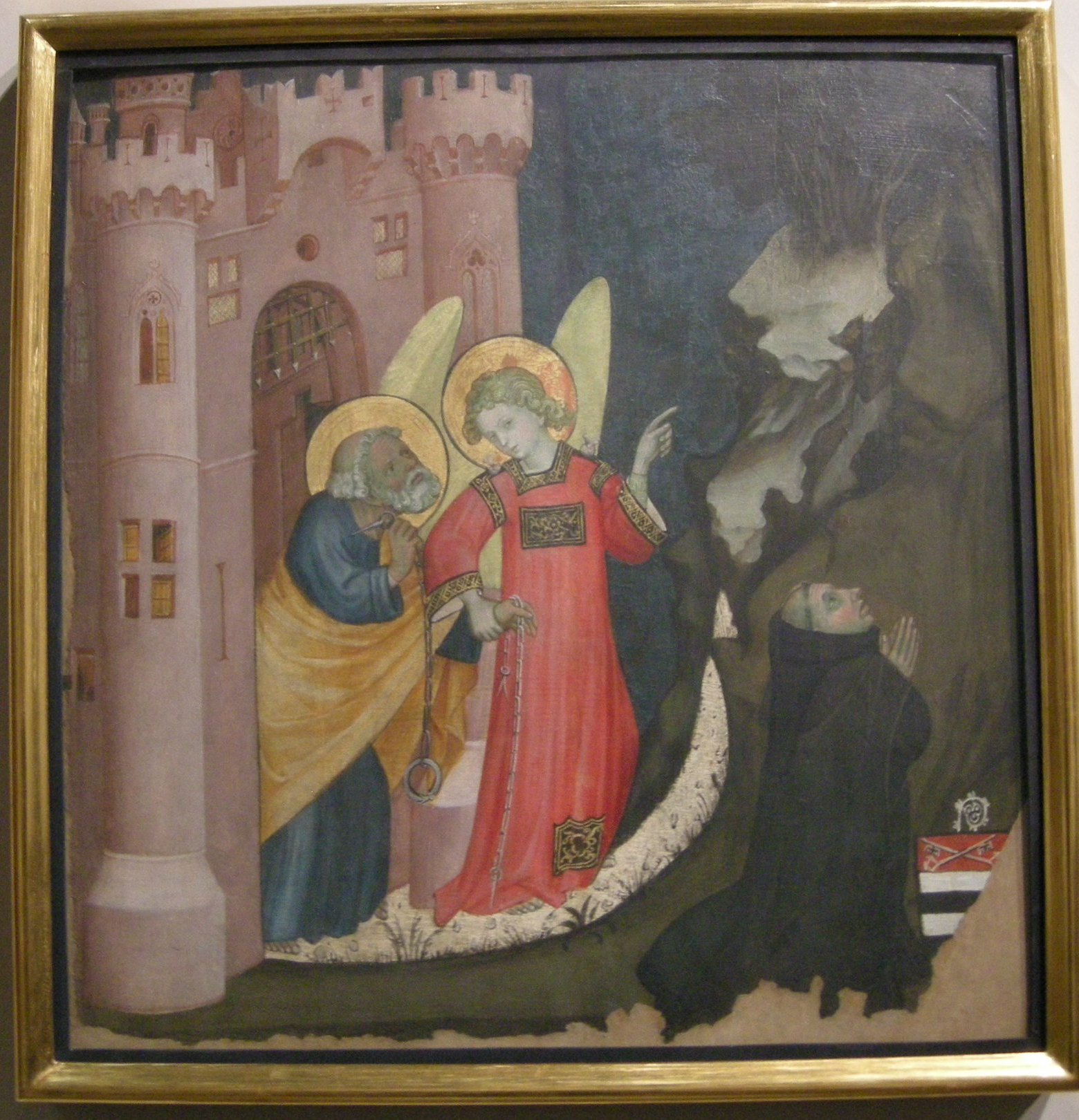
Liberazione di san Pietro dal carcere, 1405-1410 ca., Torino, Museo Civico di Arte Antica
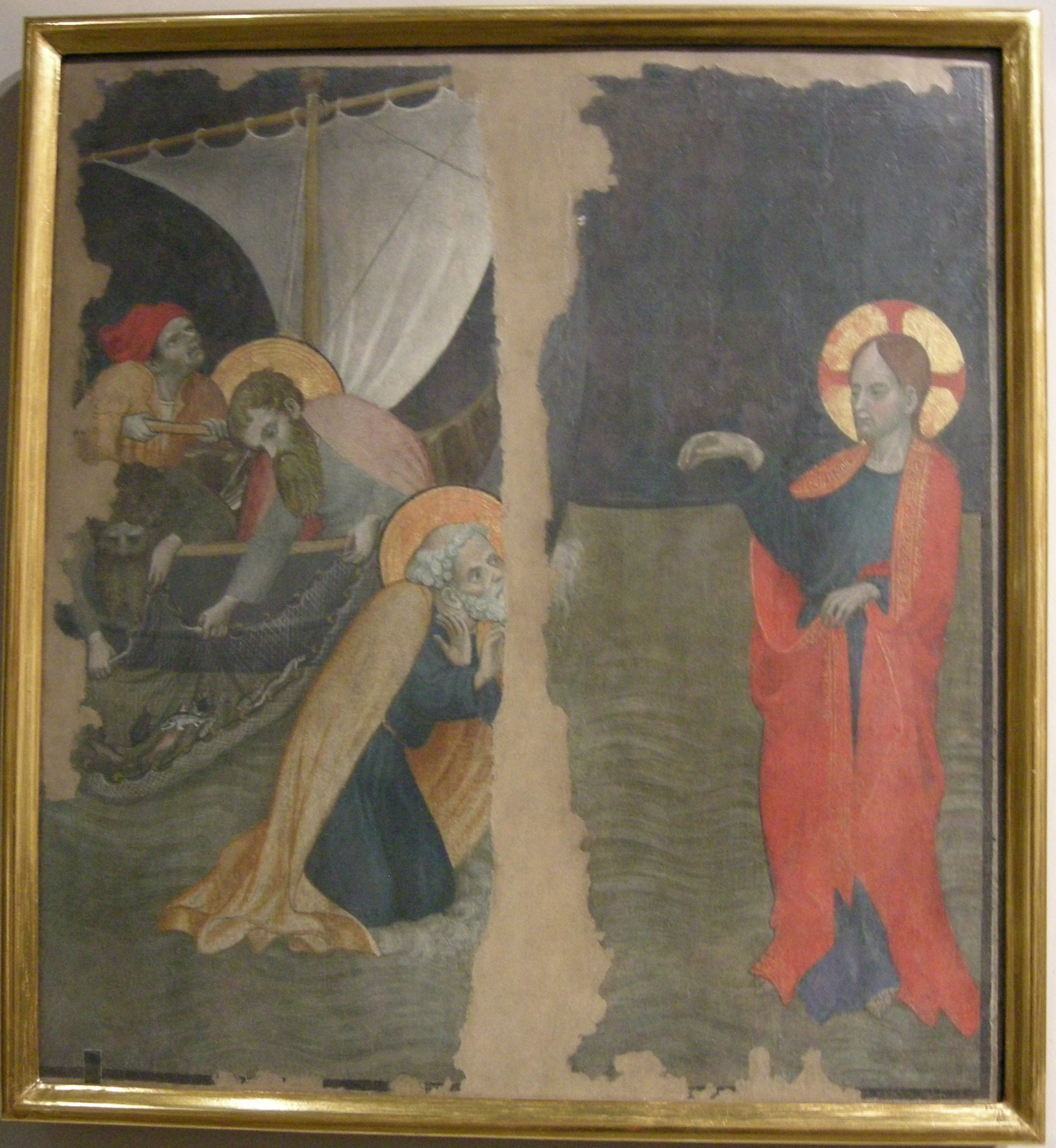
Vocazione di san Pietro, 1405-1410 ca., Torino, Museo Civico di Arte Antica